# Abbaye royale de Celles-sur-Belle
L'abbaye royale de Celles-sur-Belle est située dans le sud Deux-Sèvres dans la commune de Celles-sur-Belle. D’une architecture exceptionnelle, l'édifice date du XIIe siècle. L’abbaye accueille de nos jours un grand nombre d’activités culturelles (expositions, académies, festivals de musique…).

## Histoire
Le prieuré de Notre-Dame-de-Celles fut érigé en 1137 en abbaye par l'évêque de Poitiers. Elle fut, dès lors, une étape importante pour les pèlerins en route vers Saint-Jacques-de-Compostelle.
L'abbatiale fut reconstruite au XVe siècle sur les ordres de Louis XI. L'abbaye fut détruite en 1568 par les Huguenots. Il faudra attendre le XVIIe siècle et le talent de François Le Duc, dit Toscane, pour la voir de nouveau reconstruite.
La Révolution qui éclate en 1789, année où Charles-Maurice de Talleyrand-Périgord prend par procuration possession de son siège, scelle le destin de l’abbaye. La vente de ses biens comme biens nationaux, l’expulsion de ses religieux, la fermeture de l’église, la transformation de l’abbatiale et du logis conventuel en lieux de détention pendant les guerres de Vendée sont les épisodes les plus marquants de cette décennie révolutionnaire.
Après le Concordat de 1801 qui rétablit l’exercice du culte, l’abbatiale devient l’église paroissiale Notre-Dame. Le logis conventuel, propriété privée, perd sa charpente et sa toiture d’origine. Quant au pèlerinage, tombé en désuétude, il est rétabli en 1899.
L’ultime effort des Montfortains, à partir de 1921, pour redonner une âme à « l’Abbaye », cesse définitivement en 1970.
Propriété de la commune de Celles-sur-Belle depuis le 23 avril 1971, l'église abbatiale de l’abbaye royale est classée monument historique en 1977 et la restauration de l'abbaye commence sous la conduite de l’architecte en chef des Monuments historiques. Le 31 juillet 2000, ce sont le logis Saint-Gobert et les vestiges du cloître médiéval qui sont classés.

## Description

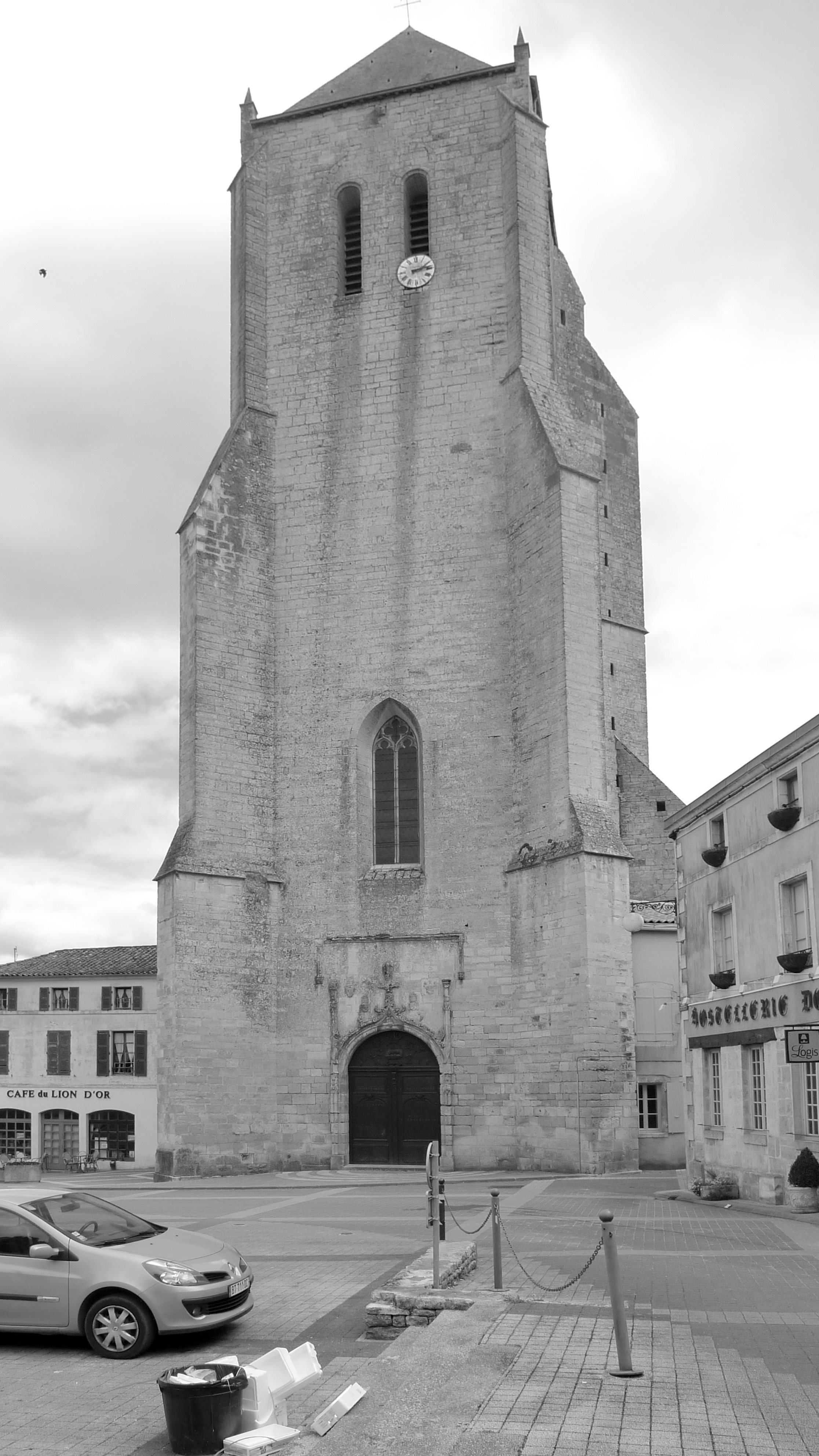
Celle-sur-Belle, église abbatiale Notre-Dame de Celle-sur-Belle.

Sa façade imposante se compose d’un haut clocher-porche et, plus bas, d’un étonnant portail roman à six voussures polylobées, vestiges de la première construction. Autres témoins du premier édifice, les chapiteaux sculptés sur la façade nord et décorés de motifs végétaux, animaux ou humains.
À l’intérieur, un escalier monumental mène à la nef. Le déséquilibre apparent de la façade avec son escalier décentré, vient du fait que l’aile Nord n’a jamais été terminée. La luminosité à l'intérieur de l'édifice est très présente, due à la hauteur des piliers, des voûtes et des bas-côtés bordés de chapelles.

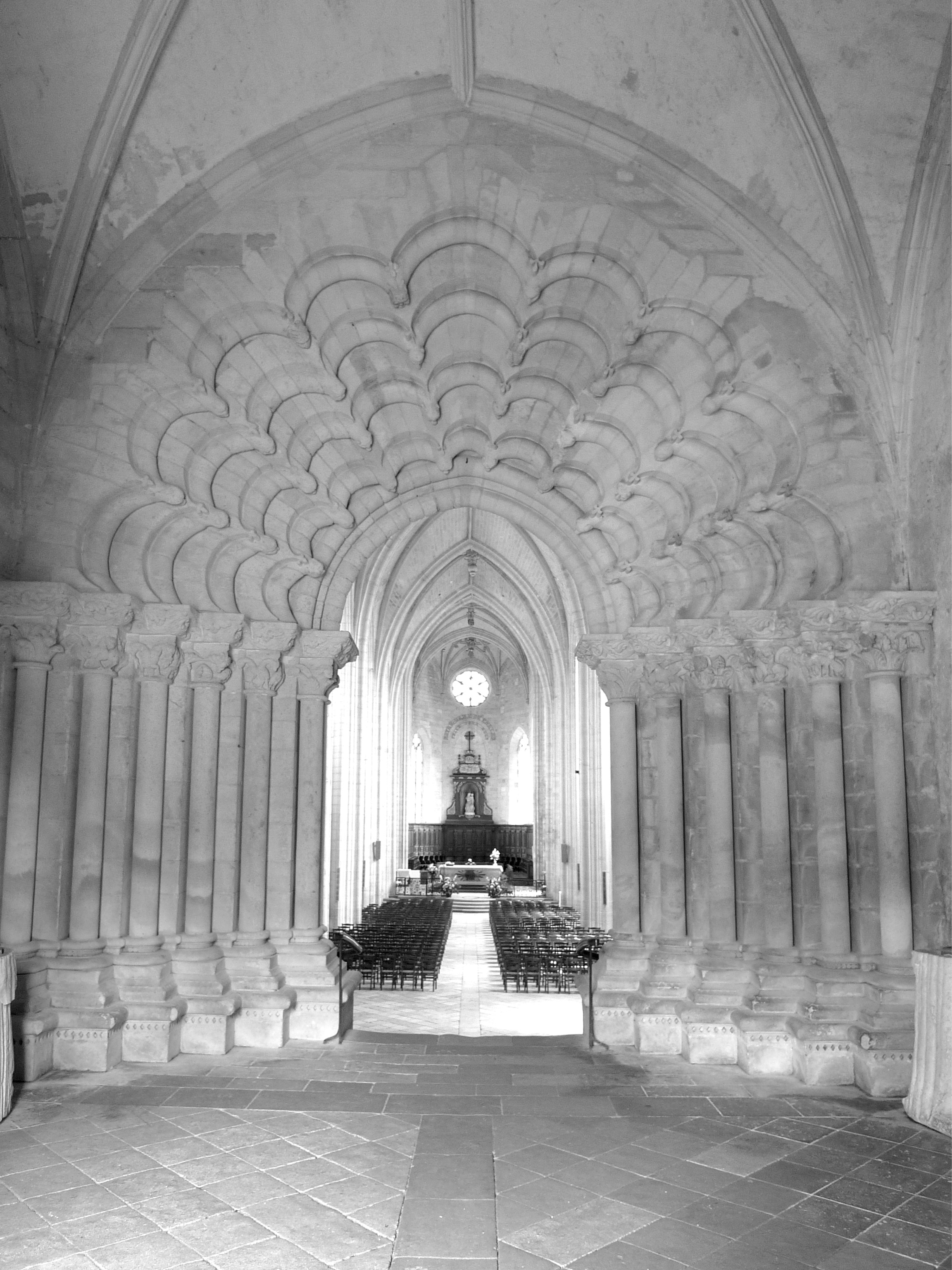
L'église abbatiale Notre-Dame de Celle-sur-Belle, portail roman (mozarabe) (v. 1140).

Situés en contrebas de l’église, l’abbaye et les bâtiments conventuels furent également reconstruits sur les plans de François Le Duc. L’édifice, de style Louis XIV, domine superbement la vallée de la Belle et de superbes jardins à la française.
À de nombreux endroits, les vestiges d’anciens bâtiments claustraux régulièrement fréquentés par Louis XI témoignent de la grandeur de la première abbaye qui prit place en ces lieux dès la fin du XIe siècle et qui fut entièrement détruite lors des guerres de Religion au XVIe siècle.
Dans l’aile sud, un grand réfectoire constitué de six travées donne accès à l’ancienne cuisine.
En accédant à la cour arrière, un magnifique déambulatoire donne accès à la salle du Pilier, ainsi qu’à la crypte de la première église paroissiale de Celles-sur-Belle, l’église Saint-Hilaire, seule partie romane encore visible en ces lieux.
Un musée se visite au premier étage des bâtiments conventuels : sont notamment reconstituées la chambre de l’abbé où ont séjourné plusieurs personnages illustres, ainsi qu'une cellule monastique.

Photos de l'abbaye royale de Celles-sur-Belle
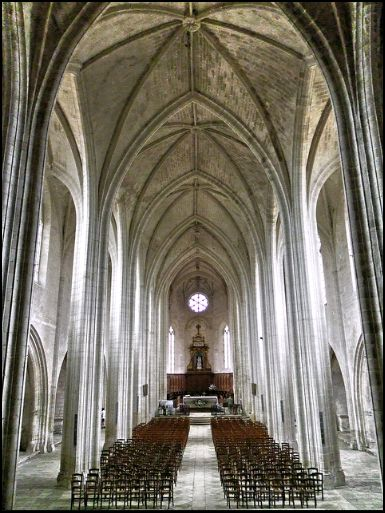
Intérieur de l'église.
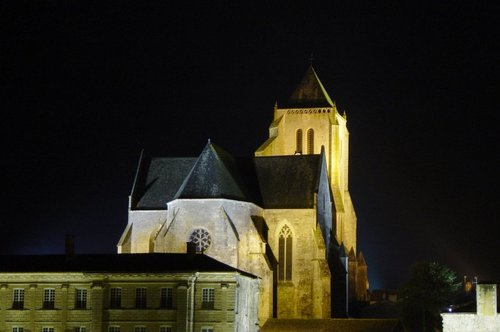
Vue de nuit.
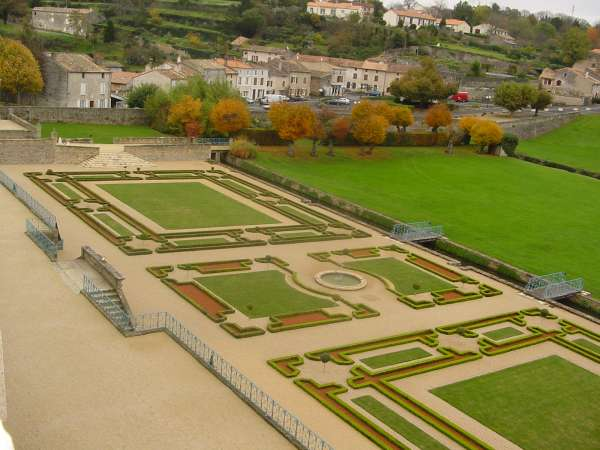
Les jardins à la française.